# Citharischius stridulantissimus
Citharischius stridulantissimus é uma espécie de aranha pertencente à família Theraphosidae.